# هما حسینی
هما حسینی (زادهٔ ۲ دی ۱۳۶۷ در کرمانشاه - ) یک ورزشکار کُرد اهل ایرانی است که در رشتۀ قایقرانی فعالیت دارد. وی پرچمدار کاروان ورزشی ایران در المپیک پکن بود. او در این مسابقات در مسابقات تک نفره رشته پاروزنی (روئینگ) شرکت کرد و در جایگاه آخر گروه بانوان ایستاد. وی پس از آن مسابقات با دخالت احمد دنیامالی ریاست وقت فدراسیون قایقرانی از تیم ملی کنار گذاشته و ممنوع‌الفعالیت شد.

## زندگی ورزشی
حسینی پیش از قایقرانی، در کرمانشاه در رشته بسکتبال کار می‌کرد، اما پس از انجام تست آمادگی جسمانی برای رشته قایقرانی با توجه به قد بلندش، برای آموزش و عضویت در تیم ملی برگزیده شد. او از همان آغاز زیر نظر یک مربی خارجی به تمرین پرداخت. او پیش از حضور در المپیک به مدت ۲ سال در اردوی آماده‌سازی به سر برد.
حسینی در بازی‌های آسیایی گوانگ ژو ۲۰۱۰ به تیم ملی دعوت نشد.

## حضور در المپیک
هما حسینی یکی از سه بانوی ورزشکار ایرانی است که موفق به کسب سهمیه در المپیک پکن شدند. او پس از سارا خوش جمال فکری (تکواندو)، دومین سهمیه زنان ایران را در المپیک پکن به دست آورد. پس از او نجمه آبتین در رشته تیر و کمان موفق به انجام این کار شد.
او در حاشیه شرکت در مراسم افتتاحیه المپیک در گفتگو با خبرنگارن اعلام کرد:
«تصور می‌کنم آمریکا می‌خواهد جنگی علیه کل جهان راه بیندازد.»
وی در رقابت‌های تک نفره گروهی رویینگ بازی‌های المپیک پکن و در بخش ۲۰۰۰ متر زنان، در گروه خود به مقام چهارم دست یافت و در مرحله بعدی در گروه بازنده‌ها در میان ۴ شرکت‌کننده چهارم شد و در مجموع در جایگاه آخر قرار گرفت.
او پس از پایان مسابقات در مورد پوشش غیر متعارف ورزشکاران زن ایران گفت:
«در مسابقات با همه فرق می‌کردم و این حس خاصی به من می‌داد. البته اینجا جای این نیست که به این چیزها فکر کنم چون در همه مسابقات ما با همه فرق می‌کنیم.»
و نیز در این مورد گفته می‌شود که او به خاطر رطوبت زیاد و پوشش کاملی که دارد، عرق بدنش درست تبخیر نمی‌شود و مشکل پوستی پیدا کرده‌است.

### پرچم‌داری کاروان ورزشی ایران
حسینی در مراسم گشایش المپیک پکن، پرچم‌دار کاروان ورزشی ایران بود. او پس از لیدا فریمان تیرانداز رشته تفنگ بادی در المپیک ۱۹۹۶ آتلانتا دومین زنی است که پرچم‌داری کاروان ایران در بازی‌های المپیک را بر عهده داشته‌است.
پس از برگزاری مراسم گشایش، سید احمد علم‌الهدی عضو مجلس خبرگان رهبری و امام جمعه مشهد در خطبه‌های نماز جمعه این شهر سپردن بیرق ملی به دست یک زن را جنگ با ارزش‌های اسلامی، مخالف با تعالیم معصومان و موجب تأخیر در ظهور امام زمان نامید.

## ممنوع‌الفعالیت شدن
هما حسینی پس از المپیک پکن از ورزش کنار گذاشته‌شد. وی در گفتگوی مفصلی با خبرگزاری مهر دربارۀ علت این تصمیم خود به نقش احمد دنیامالی رییس وقت فدراسیون اشاره کرد. حسینی در سال ۱۳۸۸ در اعتراض به شرایط نامساعد تیم ملی به دنیامالی گفته بود که در صورت تغییر نکردن شرایط تیم ملی را ترک خواهد کرد و پاسخ دنیامالی نیز این بود که «بروید!». هما حسینی اندکی بعد در دانشگاه تهران پذیرفته شد و به دلیل پرداختن به درس و دانشگاه امکان حضور در اردوهای تیم ملی را نداشت. هنگامی که او از رئیس فدراسیون تقاضا کرد که اجازۀ تمرین در دریاچۀ آزادی تهران و خارج از تمرینات تیم ملی برای او صادر شود، دنیامالی به او گفته: «حق نداری دست به پارو بزنی.» بدین ترتیب وی در ۲۰ سالگی به دلیل اعتراض به وضعیت نامطلوب تیم ملی از سوی احمد دنیامالی ریاست وقت فدراسیون قایقرانی ممنوع‌الفعالیت و از تیم ملی کنار گذاشته شد.

## عضویت در کنفدراسیون روئینگ آسیا
هما حسینی به عنوان عضو کمیته همگانی و پیشکسوتان کنفدراسیون روئینگ آسیا فعالیت خود را دنبال می‌کند و در این سمت منصوب شده است.